# Бамберг
Ба́мберг (нем. и бав. Bamberg, прежде Babenberg, в.-франк. Bambärch) — город окружного подчинения в Верхней Франконии, земля Бавария, Германия. Расположен у реки Регниц. Университетский центр, кафедра католического архиепископа.
Бамберг — один из немногих крупных исторических городов Германии, уцелевших во время Второй мировой войны. В 1993 году его исторический центр был включён в список Всемирного наследия ЮНЕСКО.

## История
Бамберг, как и Рим, расположен на семи холмах. В старину Бамберг, известный по документам с 902 года, называли немецким Римом. Поселение выросло под сенью замка Бабенберг (Babenberch), давшего название восточно-франкской династии Бабенбергов. По данным археологов, первое крепостное сооружение на Соборной горе следует датировать VII веком. В то время этот регион населяли западные славяне.
В 997 году в Бабенберг прибыли император Священной Римской империи Генрих II и его жена Кунигунда. Через 10 лет они решили сделать Бабенберг наследственным владением, начали строительство собора и заложили несколько церквей. В то время Бабенберг находился в подчинении епископа вюрцбургского. По настоянию Генриха II в мае 1007 года был подписан договор об организации особого епископства с центром в Бабенберге: король уступал епископу Вюрцбурга маркграфство Мейнинген, Вальдорф и замок Альтехендорф, а епископ отписывал в пользу создаваемой епископии Регницгау (район вдоль нижнего течения Регница) и часть Фолькфельдгауса. В 1020 году императорскую чету в Бабенберге посетил папа римский Бенедикт VIII. Генрих и Кунигунда, причисленные потомками к лику святых, покоятся в основанном ими Бамбергском соборе.
В середине XIII века епископ Бамберга значительно расширил свои владения, присоединив часть распавшейся Мерании. Помимо земель во Франконии, епископство включало территории на Дунае, в том числе в границах современной Австрии (проданы Габсбургам в 1759 г.) За годы Реформации земли епископства сократились вдвое.
На волне Контрреформации князь-епископ Иоганн Георг фон Дорнхейм развязал в 1626—1631 годах масштабную охоту на ведьм, от которой пострадали более тысячи женщин. Для содержания «ведьм» в Бамберге было построено особое здание — Друденхаус. С распадом Священной Римской империи в 1802 году Бамберг вошёл в состав королевства Бавария.
До сентября 2014 года в Бамберге базировались американские военные.

## География

### Географическое положение
Старинный город королей и епископов расположился в живописной долине. Пересекающая город река Регниц в 7 км от центра города впадает в реку Майн.
Общая площадь города составляет 54,58 квадратных километра. С севера на юг город простирается на 9,6 км, а с востока на запад — на 9,7 км.

### Климат
| Показатель                        | Янв.  | Фев.  | Март  | Апр. | Май  | Июнь | Июль | Авг. | Сен. | Окт. | Нояб. | Дек.  |
| --------------------------------- | ----- | ----- | ----- | ---- | ---- | ---- | ---- | ---- | ---- | ---- | ----- | ----- |
| Абсолютный максимум, °C           | 15,8  | 18,1  | 24,1  | 31,8 | 32,9 | 35,5 | 37,5 | 37,8 | 32,2 | 27,6 | 19,0  | 14,8  |
| Средний суточный максимум, °C     | 3,0   | 4,9   | 9,9   | 14,9 | 19,8 | 22,6 | 24,8 | 24,6 | 19,9 | 14,2 | 7,5   | 4,0   |
| Средняя температура, °C           | 0,0   | 1,0   | 5,0   | 8,8  | 13,6 | 16,6 | 18,7 | 18,3 | 14,2 | 9,5  | 4,3   | 1,3   |
| Средний суточный минимум, °C      | −3,1  | −2,9  | 0,0   | 2,8  | 7,3  | 10,6 | 12,6 | 12,0 | 8,5  | 4,8  | 1,1   | −1,5  |
| Абсолютный минимум, °C            | −26,4 | −23,4 | −18,2 | −8,5 | −3,4 | 2,4  | 3,9  | 2,4  | −0,3 | −7,4 | −16,8 | −21,6 |
| Норма осадков, мм                 | 47,9  | 37,4  | 45,6  | 40,0 | 64,6 | 63,4 | 77,6 | 56,9 | 56,3 | 49,8 | 52,5  | 55,1  |
| Источник: Погода и климат Бамберг |       |       |       |      |      |      |      |      |      |      |       |       |

### Районы города
Город делится на следующие районы :
- Berggebiet (горный район),
- Inselstadt (город на острове),
- Gärtnerstadt (город садовников),
- Kramersfeld-Hirschknock-Bruckertshof,
- Gartenstadt (садовый район),
- Stadion (стадион),
- Gereuth,
- Wunderburg,
- Bug,
- Bughof,
- Am Klinikum-Babenberger Viertel,
- Wildensorg
- Gaustadt,
- Hallstadt

## Пивоварение
Бамберг широко известен своими пивными традициями. Являясь частью пивного региона Франкония, город расположен на границе винной и пивной Франконии. Специальным сортом пива города считается раухбир — пиво низового брожения со вкусом поджаренного на огне солода. Из 68 исторических пивоварен на 2009 год сохранилось восемь. Из них всемирной известностью пользуется Schlenkerla, основанная в 1405 году. Всего же в городе существует 11 пивоварен, в том числе St. Erhard.
В 1907 году произошла так называемая бамбергская пивная война, в ходе которой бойкот жителей вынудил пивоварни отменить увеличение цены пива с десяти до одиннадцати пфеннигов.

## Культура и образование
- Университет Отто-Фридриха
- Бамбергский симфонический оркестр, основанный в 1946 году пражскими музыкантами, эмигрировавшими из Чехословакии.
- Театр Э. Т. А. Гофмана

### Музеи
- Музей естествознания
- Исторический музей
- Коллекция Людвига в Старой ратуше.
- Художественная галерея в Новой резиденции
- Франконский музей пива в монастыре Святого Михаила

## Упоминания в искусстве
Большинство упоминаний Бамберга в мировом искусстве связаны с периодом охоты на ведьм, проходившей здесь в XVII веке.

### Музыка
- Второй альбом французской симфоник-блэк-метал-группы Anorexia Nervosa, вышедший в 2000 году называется «Друденхаус», по названию легендарной тюрьмы для ведьм, находившейся в Бамберге.
- Альтернативный псевдоним немецко-русскоязычного рэп-исполнителя Schokk является «Дима Бамберг».

### Кино
- Фильм «Die Seelen im Feuer» (2014) по книге Sabine Weigand.

## Достопримечательности
- Бамбергский кафедральный собор, где погребён Климент II (папа римский) — единственный папа, похороненный севернее Альп.
- Новая резиденция
- Государственная библиотека Бамберга
- Старая ратуша Бамберга
- Аббатство Святого Михаила
- Крепость Альтенбург

- Кафедральный собор
- Аббатство Святого Михаила
- Новая резиденция
- Старая ратуша
- Крепость Альтенбург зимой
- Резиденция Гейерсвёрт
- Якобсберг, 27
- Вилла Айя, 
Якобсплац, 1
- Бамбергский всадник
- Зелёный рынок, 
фонтан «Нептун»
- Дома на реке Регниц
- Туристические пароходы на реке Регниц

## Население
По оценке на 31 декабря 2015 года население межрайонного города (городской общины) Бамберг составляет 73 331 чел. 

| Дата      | 1840  | 1871  | 1900  | 1925  | 1939  | 1950  | 1961  | 1970  | 1987  | 2011  |
| --------- | ----- | ----- | ----- | ----- | ----- | ----- | ----- | ----- | ----- | ----- |
| Население | 21920 | 27714 | 44726 | 53248 | 63255 | 81323 | 80315 | 77453 | 69100 | 70635 |

| Год       | 1960  | 1970  | 1980  | 1990  | 2000  | 2009  | 2010  | 2011  | 2012  | 2013  | 2014  | 2015  |
| --------- | ----- | ----- | ----- | ----- | ----- | ----- | ----- | ----- | ----- | ----- | ----- | ----- |
| Население | 79731 | 77301 | 71928 | 70521 | 69036 | 69827 | 70004 | 70712 | 70863 | 71167 | 71952 | 73331 |

## Транспорт
Бамберг связан с транспортной сетью страны внутренней гаванью на канале Рейн-Майн-Дунай, двумя автобанами A 70/E48 и A 73 и ICE-вокзалом. С 2010 года город входит в транспортное объединение Нюрнберг.
Общественный транспорт
Автобусная сеть насчитывает 22 линии и покрывает весь город и прилегающие поселения. Автобусный парк состоит из 57 машин и перевозит ежегодно 9,5 миллионов пассажиров.
Велосипедное движение
В центре города, благодаря относительно плоской топографии, традиционно очень много велосипедистов. Небольшие расстояния между университетскими объектами, узкие улицы с односторонним движением, недостаток парковок для автомобилей и близость мест отдыха способствуют развитию велосипеда как транспортного средства на каждый день.
Город находится непосредственно на велосипедном маршруте вдоль канала Рейн-Майн-Дунай и является важным пунктом во многих туристических турах.
Город поставил себе целью планомерно увеличивать долю велосипеда в общем объёме пассажирских перевозок. Для её достижения проводится планомерная работа по изменению сети дорог с учётом интереса велосипедистов.
По мнению Велосипедного клуба Германии ADFC, в городе имеются следующие недостатки:
- недофинансирование развития велосипедной дорожной инфраструктуры
- недостаток признания важности велосипеда в администрации и политике
- задержки в реализации принятых в 2009 году дополнений к правилам дорожного движения, направленным на уменьшение количества дорожных знаков и улучшение безопасности велосипедистов. Здание вокзала

В 2009 году город получил премию по результатам федерального исследования «Мобильность-без-выбросов». Летом 2009 года стартовала рекламная кампания «Включай голову: выключай мотор. Нулевые выбросы CO2 на коротких дистанциях».
 Железная дорога 
Город расположен на железнодорожном пути Лейпциг-Нюрнберг и каждые два часа здесь проходят скоростные поезда ICE. Отсюда отправляются региональные поезда в
- Нюрнберг
- Хоф (Заале)
- Зоннеберг
- Франкфурт-на-Майне
- Эберн

Каждый час ходит электричка S-Bahn в Нюрнберг

## Спорт
- Брозе — бамбергский баскетбольный клуб, неоднократный чемпион Германии.

## Города-побратимы
- Родез, Франция
- Бедфорд, Великобритания
- Нагаока, Япония
- Эстергом, Венгрия
- Фельдкирхен, Австрия
- Филлах, Австрия
- Прага, Чехия.

## Знаменитые жители
- Батц, Вильгельм — лётчик-истребитель.
- Вассерман, Август — микробиолог и иммунолог.
- Ветцель, Фридрих-Готтлиб (1779—1819) — немецкий писатель, поэт, драматург.
- Гофман, Эрнст Теодор Амадей — писатель, композитор, художник.
- Камерарий, Иоахим — филолог и историк.
- Клавий, Христофор — математик.
- Линц, Амели — немецкая писательница.
- Маар, Пауль — писатель, переводчик и иллюстратор.
- Мессершмитт, Вильгельм — авиаконструктор.

## Эпонимы
- Кратер на Марсе диаметром 58,3 км назван в честь города Бамберг.
- В честь Бамберга назван астероид (324) Бамберга, открытый в 1892 году.
- В 2004 году в Германии была выпущена посвящённая Бамбергу золотая памятная монета достоинством 100 €.